# Die Neue Gesellschaft (Hamburg)

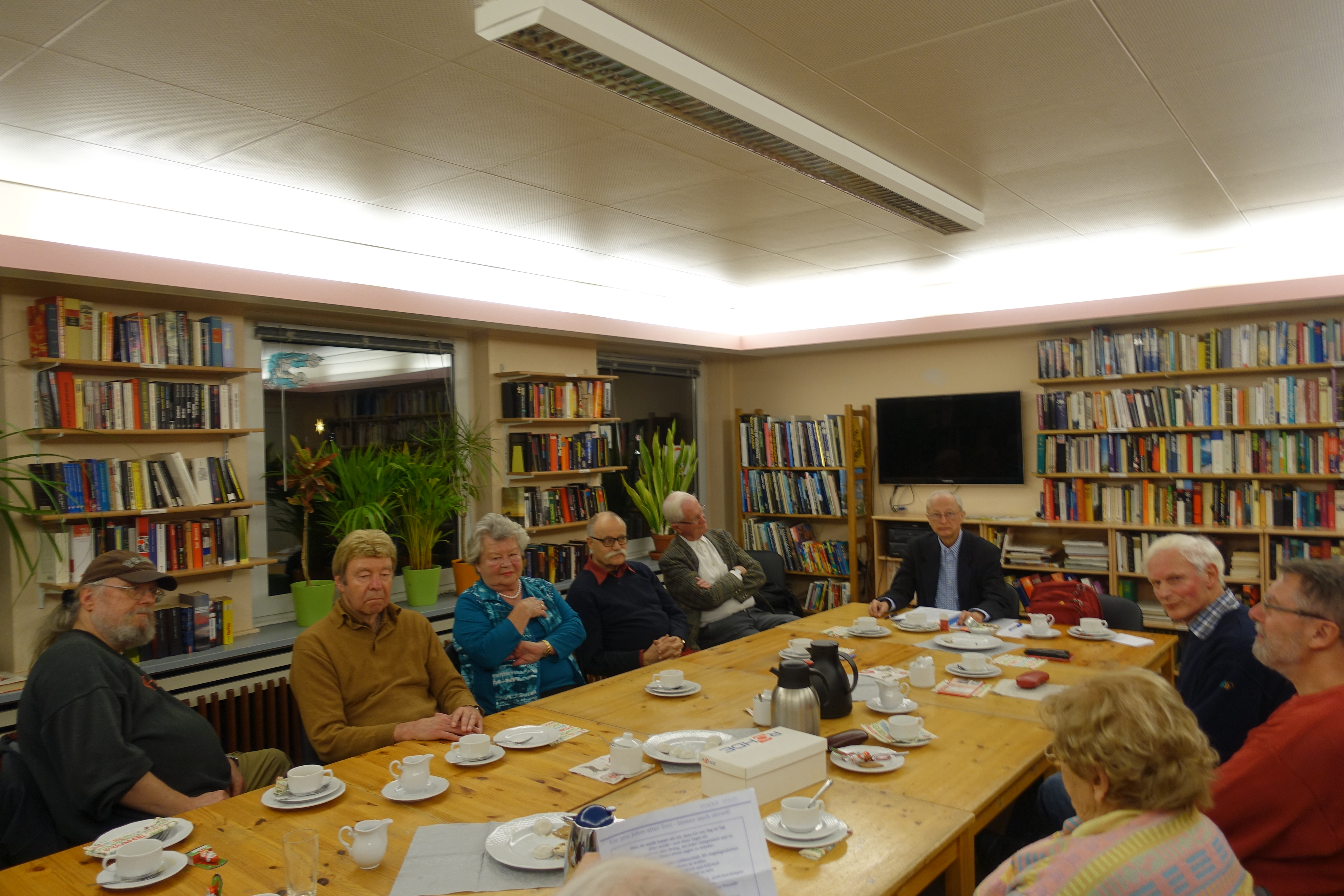
Politischer Gesprächskreis im Kulturladen Hamburg-Hamm mit Dr. Joachim Federwisch 2016

Die Neue Gesellschaft, Vereinigung für politische Bildung e. V., in Hamburg ist eine Einrichtung der politischen Bildung. Sie organisiert Veranstaltungen, Seminare, Bildungsurlaub und Studienreisen.

## Geschichte
Gegründet wurde sie 1954 von ehemaligen sozialdemokratischen Widerstandskämpfern der NS-Diktatur wie Hellmut Kalbitzer. 1980 war Herbert Dau Vorsitzender der Neuen Gesellschaft. Sie ist ein eingetragener und gemeinnütziger Verein. Die Neue Gesellschaft hat stets den Interessen von Minderheiten Gehör verschafft. In diesem Sinne war und ist die Neue Gesellschaft immer „überparteilich, aber nicht unparteiisch“ gewesen. Politische Bildung wird in der Neuen Gesellschaft in erster Linie als „praktizierte Demokratie“ verstanden. In diesem Sinne sieht die Neue Gesellschaft ihre Aufgabe u. a. darin, Regierungspolitik (egal von welcher Partei bzw. Koalition) kritisch zu reflektieren. Sie ist dem Leitbild des „mündigen Staatsbürgers“ verpflichtet, d. h., es geht ihr in erster Linie darum, die Urteils- und Kritikfähigkeit der Teilnehmer zu fördern. Die Angebote sollen zur politischen Information und Diskussion beitragen. Das Ziel ist es, Foren für Gespräche und Begegnungen zu schaffen, um so Verständnis und Toleranz wachsen zu lassen. Die Themen spiegeln die aktuellen politisch brisanten Fragestellungen wider. Die Neue Gesellschaft wird unter anderem aus Mitteln der Landeszentrale für politische Bildung der Freien und Hansestadt Hamburg gefördert und ist anerkannter Bildungsträger durch die Bundeszentrale für politische Bildung.

## Politische Gesprächskreise
In der Neuen Gesellschaft existierten von 1991 bis etwa 2011 zwei politische Gesprächskreise: der „internationale Gesprächskreis für Politik und Kultur“ in Kooperation mit der DGB und der „Gesprächskreis Leben und Politik“, der sich gezielt an Aussiedler richtete. Über 20 Teilnehmer nahmen an den Gesprächen unter Moderation von Joachim Federwisch teil.

## Der Fortbestand 2006 gefährdet
Nach einer erheblichen Mittelkürzung durch die Landeszentrale für politische Bildung sah sich die Geschäftsführerin im Januar 2006 nicht in der Lage dem Vorstand ein Finanzkonzept zu präsentieren, das den Fortbestand der Neuen Gesellschaft gewährleistet. Darauf beschloss der Vorstand die Einstellung der Vereinstätigkeit. Die Verträge der Belegschaft wurden zum 30. Juni 2006 gekündigt. Die stellvertretende Vorstandsvorsitzende und Joachim Federwisch wurden mit der Abwicklung des Vereins betraut. Joachim Federwisch sah sich daraufhin die Zahlen genau an und entwickelte einen harten Sanierungsplan, der die Fortsetzung des Vereins ermöglichte. Am 1. Oktober 2006 wurde Joachim Federwisch neuer Geschäftsführer  und mit der Aufgabe betraut, die Neue Gesellschaft aus der Krise herauszuführen.
Dr. Joachim Federwisch war langjähriger Geschäftsführer bis 2015. Am 26. August 2018 ist er 69-jährig verstorben. Seine Nachfolgerin ist Antje Windler.